# Derog Gioura
Derog Gioura je nauruski političar, bivši ministar i predsjednik Republike Nauru od 10. ožujka 2003. do 29. svibnja 2003.
Nakon smrti dotadašnjeg predsjednika Bernard Dowiyoga, Gioura je izabran kao privremeni predsjednik sve do izbora. Dio svog kratkog mandata Gioura je proveo na liječenju u Australiji. 29. svibnja 2003. Gioura je zbog infarkta prebačen u Melbourne. Istog dana Ludwig Scotty je proglašen njegovim nasljednikom. nakon povratka na Nauru služio je kao ministar u vladi.